# Hibernian FC
A Hibernian FC egy labdarúgócsapat Skóciában, Edinburgh-ban. A szintén Edinburgh-i Heart of Midlothian FC, a Hibernian ősi riválisa, e két csapat összecsapásait nevezik Edinburgh derbynek.
A Hiberniant (amit leggyakrabban Hibs-nek vagy Hibees-nek becéznek) 1875-ben alapították ír katolikus bevándorlók. Mára azonban ez az identitás háttérbe szorult, csak a klub címere, színei (zöld-fehér) és neve (a Hibernia szó a klasszikus latinban Írország szigetét jelenti).
A csapat négy alkalommal nyerte meg a skót első osztályt (legutóbb 1952-ben), ötször a másodosztályt (legutóbb 1999-ben), kétszer a Skót Kupát (legutóbb 2016-ban) és háromszor a Skót Ligakupát (legutóbb 2007-ben).

## Játékosok

### Korábbi híres játékosok
A legtöbb bajnoki meccset (446-ot) Arthur Duncan játszotta a csapatban. Mindössze hat játékos lőtt 100-nál több bajnoki gól a Hibernian játékosként: Gordon Smith, Eddie Turnbull, Lawrie Reilly, Bobby Johnstone, Willie Ormond és Joe Baker. A gólrekordot 234 találattal Lawrie Reilly tartja.
18 ország válogatottjában léptek pályára Hibernian-játékosok, közülük 59-en a skót labdarúgó-válogatottban játszottak. A csapat első skót válogatott játékosai James Lundie és James McGhee voltak, 1886ban. Hibs-futballistaként legtöbbször Lawrie Reilly volt válogatott, 1949 és 1957 között 38-szor ölthette magára a skót labdarúgó-válogatott mezét. 1959-ben a Hibernian játékosa, Joe Baker volt az első olyan játékos, aki úgy mutatkozott be az angol labdarúgó-válogatottban, hogy előtte angol csapatban nem lépett pályára.

### Jelenlegi keret
2018. Augusztus 31.-i adatok:
| #  |            | Poszt | Név                                         |
| -- | ---------- | ----- | ------------------------------------------- |
| 1  | Izrael     | K     | Ofir Marciano                               |
| 2  | Skócia     | V     | David Gray (Csapatkapitány)                 |
| 3  | Skócia     | V     | Steven Whittaker                            |
| 4  | Skócia     | V     | Paul Hanlon (Csapatkapitány-helyettes)      |
| 5  | Ausztrália | KP    | Mark Milligan                               |
| 6  | Anglia     | KP    | Marvin Bartley                              |
| 7  | Írország   | KP    | Daryl Horgan                                |
| 8  | Litvánia   | KP    | Vykintas Slivka                             |
| 9  | Ausztrália | CS    | Jamie Maclaren (Kölcsönben a Darmstadt-tól) |
| 10 | Skócia     | CS    | Martin Boyle                                |
| 14 | Skócia     | KP    | Stevie Mallan                               |
| 16 | Skócia     | V     | Lewis Stevenson                             |

| #  |              | Poszt | Név                                                |
| -- | ------------ | ----- | -------------------------------------------------- |
| 17 | Ghána        | CS    | Thomas Agyepong (Kölcsönben a Manchester City-től) |
| 20 | USA          | KP    | Emerson Hyndman (Kölcsönben a Bournemouth-tól)     |
| 21 | Skócia       | K     | Ross Laidlaw                                       |
| 22 | Svájc        | CS    | Florian Kamberi                                    |
| 24 | Skócia       | V     | Darren McGregor                                    |
| 25 | Nigéria      | V     | Efe Ambrose                                        |
| 31 | Magyarország | K     | Ádám Bogdán (Kölcsönben a Liverpool-tól)           |
| 32 | Skócia       | CS    | Oli Shaw                                           |
| 33 | Skócia       | KP    | Fraser Murray                                      |
| 36 | Skócia       | V     | Ryan Porteous                                      |
| 43 | Skócia       | V     | Sean Mackie                                        |
| 49 | Skócia       | CS    | Lewis Allan                                        |

## Sikerek

### Főbb sikerek
- Scottish Premier League
  - Győztes: négyszer (1902-1903, 1947-1948, 1950-1951, 1951-1952)
  - Második: hatszor (1896-1897, 1946-1947, 1949-1950, 1952-1953, 1973-1974, 1974-1975)
- Skót Kupa
  - Győztes: kétszer (1886-1887, 1901-1902, 2015–2016)
  - Második: tízszer (1895-1896, 1913-1914, 1922-1923, 1923-1924, 1946-1947, 1957-1958, 1971-1972, 1978-1979, 2000-2001, 2011-2012)
- Skót Ligakupa
  - Győztes: háromszor (1971-1972, 1990-1991, 2006-2007)
  - Második: hatszor (1949-1950, 1967-1968, 1973-1974, 1984-1985, 1992-1993, 2003-2004, 2015-2016)
- Vásárvárosok kupája
  - Elődöntős: 1961

### Kevésbé jelentős sikerek
- Scottish First Division
  - Győztes: ötször (1893-1894, 1894-1895, 1932-1933, 1980-1981, 1998-1999)

## Külső hivatkozások
- Hivatalos honlap
- A BBC honlapján
- Az SPL honlapján